# Dai Shiyi
Dai Shiyi (4 novembre 1998) è una sincronetta cinese.

## Palmarès
- Mondiali

Singapore 2025: oro nella gara a squadre (programma tecnico) e nella gara a squadre (programma libero).

### Coppa del Mondo
- 3 podi:
  - 3 vittorie (3 nella gara individuale)

#### Coppa del mondo - vittorie
| Data           | Luogo    | Paese  | Disciplina    |
| -------------- | -------- | ------ | ------------- |
| 14 maggio 2023 | Soma Bay | Egitto | Solo libero   |
| 13 giugno 2025 | Xi'an    | Cina   | Team tecnicoù |
| 14 giugno 2025 | Xi'an    | Cina   | Team libero   |